# Oslov
Oslov je obec v okrese Písek v Jihočeském kraji. Spolu s vesnicemi Svatá Anna, Tukleky a osadou Pazderny tvoří obec Oslov, ve které žije 336 obyvatel. Nachází se asi osm kilometrů severovýchodně od Písku na silnici vedoucí ze Záhoří na Zvíkovské Podhradí.

## Název
Název vesnice je odvozen ze spojení Oslův dvůr. V historických pramenech se objevuje ve tvarech: Ozlov (1226), Oslow (1352), Oslaw (1369), Osslaw (1399), Oslaw (1405), Woslow (1575) a Voslow (1654).

## Historie
První písemná zmínka o Oslovu pochází z roku 1226, kdy byla vesnice připojena k hradu Zvíkov. Býval zde biskupský statek, který biskup Daniel ve 12. nebo 13. století daroval klášteru premonstrátek. Farní kostel je doložen od 14. století. Ves zůstala součástí zvíkovského panství, posléze orlického. Roku 1654 zde stálo sedm usedlostí (čtyři selské a tři chalupnické), z nichž jedna byla pustá.
Pod Oslov nejpozději k roku 1890 administrativně spadala část povltavské vesnice Červená. Tento III. díl se nacházel u ústí Trušovského potoka. I. díl, do kterého patřila většina vesnice, se rozkládal na pravém břehu řeky od Saníku po Hrejkovický potok v katastrálním území Jetětic. II. díl v katastrálním území Vůsí pokračoval severně k potoku na Bráníkách a nacházely se zde pouze kostel, fara, škola a hřbitov. Roku 1930 měla Červená I. díl 29. domů a 127 obyvatel, Červená II. díl 2 domy a 4 obyvatele, Červená III. díl 9 domů a 27 obyvatel.

## Obyvatelstvo
| Rok            | 1869  | 1880  | 1890 | 1900 | 1910 | 1921 | 1930 | 1950 | 1961 | 1970 | 1980 | 1991 | 2001 | 2011 | 2021 |
| -------------- | ----- | ----- | ---- | ---- | ---- | ---- | ---- | ---- | ---- | ---- | ---- | ---- | ---- | ---- | ---- |
| Počet obyvatel | 1 009 | 1 028 | 967  | 845  | 759  | 741  | 710  | 470  | 430  | 404  | 349  | 293  | 288  | 329  | 325  |
| Počet domů     | 97    | 100   | 104  | 110  | 109  | 115  | 129  | 136  | 114  | 107  | 101  | 120  | 142  | 159  | 165  |

## Obecní správa
Mezi lety 1850–1880 patřil Oslov jako osada obce  k Podhradí v okrese Písek. V letech 1880–1928 patřil jako část obce k Zvíkovskému Podhradí. Od roku 1928 je obcí.

### Místní části
Obec Oslov se skládá ze čtyř částí na dvou katastrálních územích.
- Oslov (i název k. ú.)
- Svatá Anna (leží v k. ú. Oslov)
- Tukleky (k. ú. Tukleky u Oslova)

K Oslovu patří také osada Pazderny na hranici katastrálních území Oslov a Tukleky u Oslova.
Od 14. června 1964 do 23. listopadu 1990 k obci patřily i Červený Újezdec, Struhy a Vlastec a od 1. ledna 1980 do 23. listopadu 1990 také Zvíkovské Podhradí.

### Obecní symboly
Znak a vlajka byly obci uděleny rozhodnutím předsedkyně Poslanecké sněmovny Parlamentu České republiky dne 18. května 2012.

## Pamětihodnosti
- Jihozápadně od obce se nachází přírodní rezervace Výří skály u Oslova a na západ od obce další rezervace Krkavčina.
- Na severním okraji obce se nachází kruhovitá omítnutá, bíle natřená boží muka z poloviny 17. století, která v červnu 1996 strakonický inženýr Pavel Pavel posunul o devět metrů západněji.[12] Tato barokní boží muka jsou vedená v Seznamu kulturních památek v okrese Písek.
- Výklenková kaple v obci z první poloviny 18. století u staré cesty vedoucí do Tuklek je zasvěcená Čtrnácti svatým pomocníkům.
- V Seznamu kulturních památek v okrese Písek je vedený kostel svatého Linharta, který se nachází uvnitř návsi. Masivní kostel obdélníkového půdorysu byl původně obklopený hřbitovem. Do zdiva věže byl vsazený raně gotický portálek, patrně dílo zvíkovské stavební huti. Kostel byl barokně upraven roku 1778.[13]
- Před kostelem svatého Linharta se v ohrádce nalézá kamenný kříž, který nese dataci 1912.[13]
- Proti kostelu svatého Linharta, před domem čp. 5 je pomník padlým v první světové válce. Kamenný pomník má vpředu reliéf plačící ženy a tento nápis: VZPOMÍNKY ZANECHALI NÁM, PŘÍKLAD DALI SVĚTU, POPEL DĚJINÁM. Jde o dílo sochaře J. Bílka z roku 1926.[13]
- V severozápadním části návsi se nalézá klasicistní budova fary s branou do dvora.[13]
- Lichoběžníková náves je z východní, západní a jižní strany lemovaná venkovskými usedlostmi. Ze staveb lidové architektury v obci je v Seznamu kulturních památek v okrese Písek vedená brána venkovské usedlosti u čp. 64 v severní části návsi. Klenutá brána spojující obytná a hospodářská stavení je nejasného stáří. Jedná se o bývalý areál vrchnostenského hospodářského dvora. Nejstarší stavbou je budova renesanční sýpky, na kterou navazují další přístavby. V tomto hospodářském dvoře byly ve druhé polovině 20. století přistavěny další zemědělské stavby. Další hodnotnou stavbou lidové architektury je usedlost čp. 4 na návsi. Hospodářská budova ve štítě nese dataci 1858, mezi klasicistním domem a výměnkem je půlkruhová brána s vraty.[13]
- U místního hřbitova, který se nachází vlevo u komunikace 138 z obce ve směru na Písek, je památník odboje na paměť 21 občanů z Oslova a z okolí popravených nacisty v roce 1943. Pomník byl vybudován v roce 1973 na místě původního pomníčku z roku 1946.
- U silnice ve směru na Zvíkovské Podhradí se v lesíku poblíž rybníka Dejmov nalézá kamenný kříž se zdobným podstavcem.
- Další kříž se nachází nedaleko od obce severovýchodním směrem, v polích. Je na něm umístěno modré turistické značení.
- U komunikace 138 se v polovině vzdálenosti mezi Oslovem a Vlastcem nalézá drobný kříž. Na jeho kamenném podstavci jsou patrné stopy pro uchycení pamětní desky, která v současnosti chybí.

## Osobnosti
- Martin Josef Říha (1839–1907), českobudějovický biskup
- Veronika Malá (* 1994), házenkářka

## Galerie

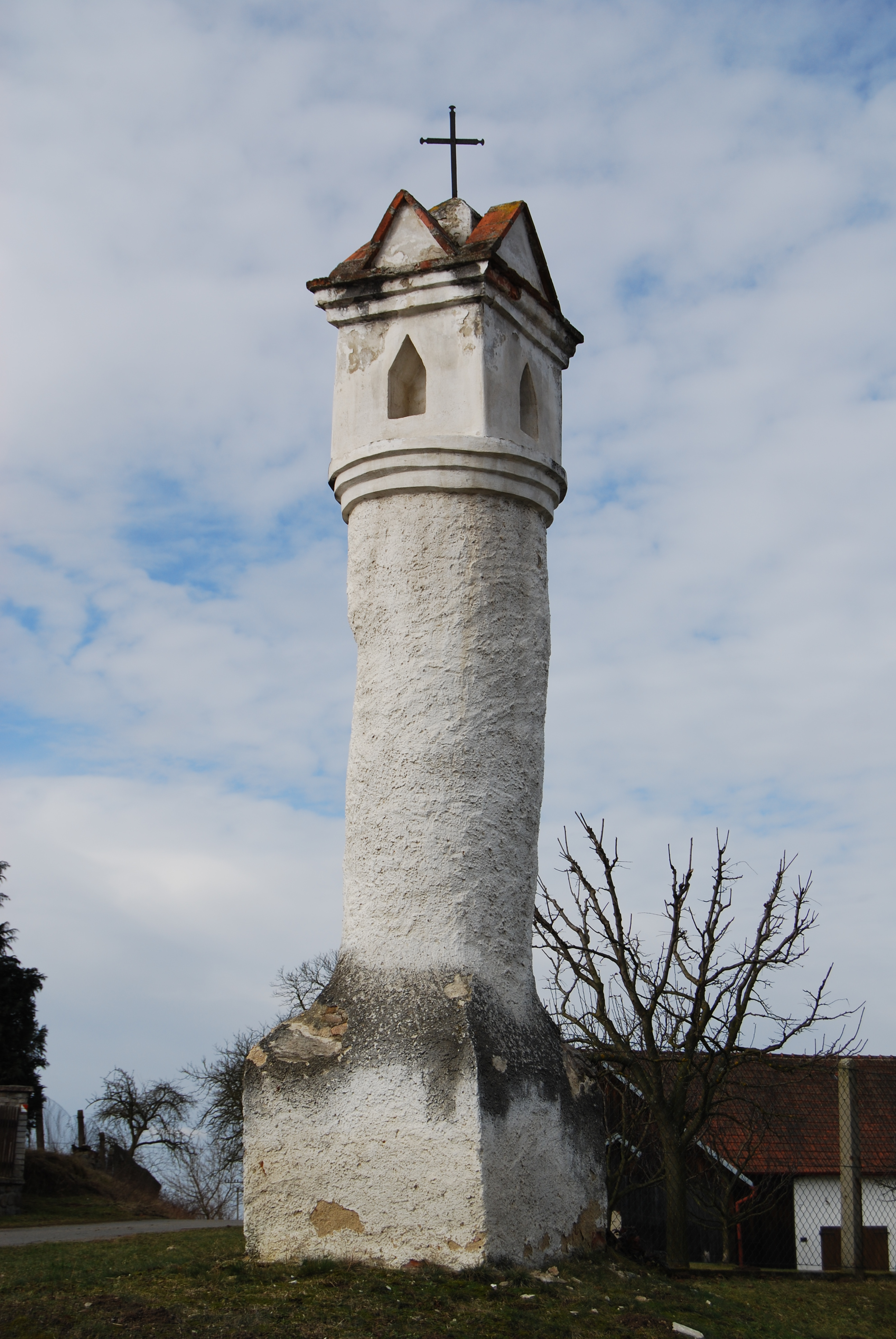
Boží muka ve vesnici
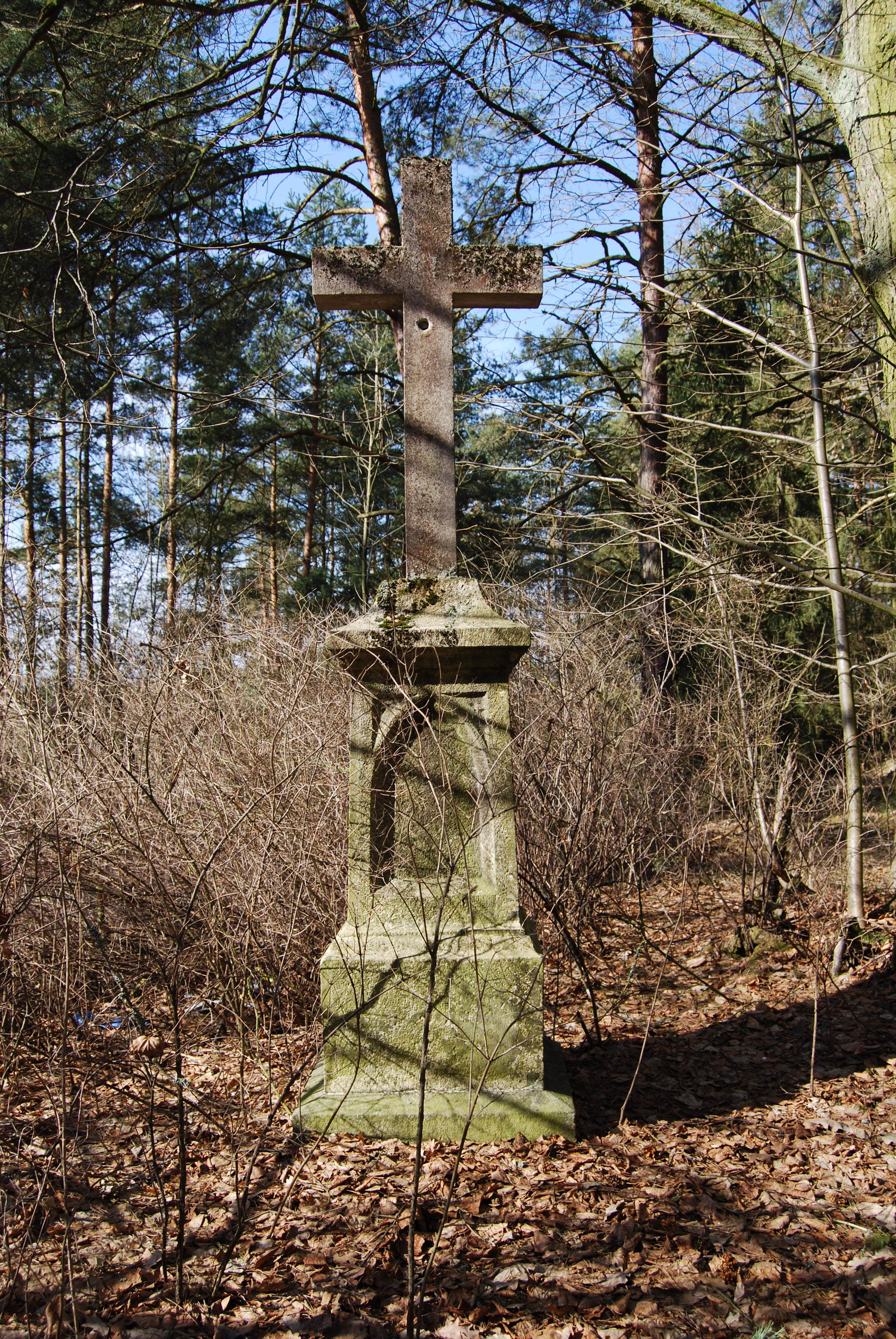
Kříž u silnice směrem ke Zvíkovu
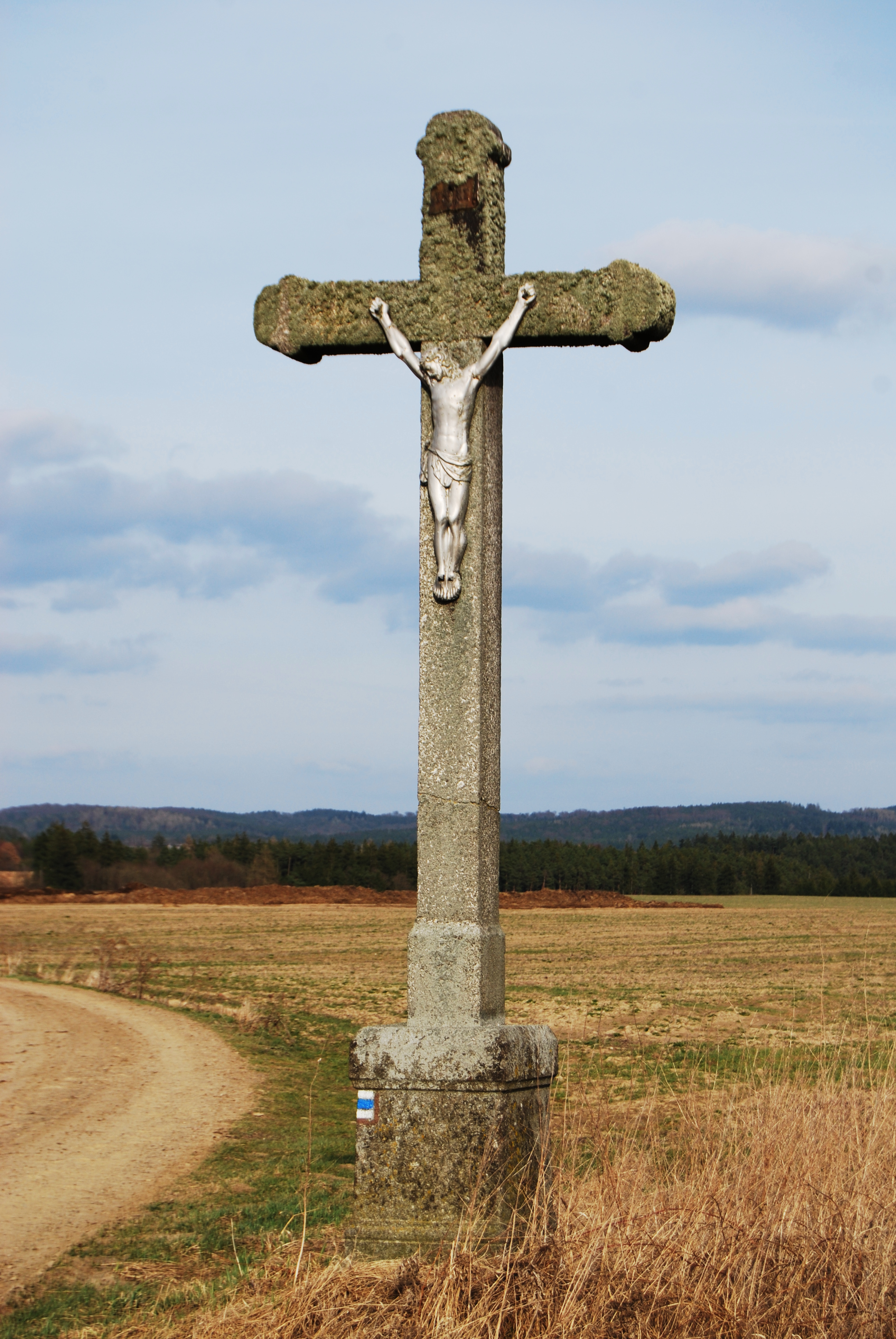
Kříž v poli
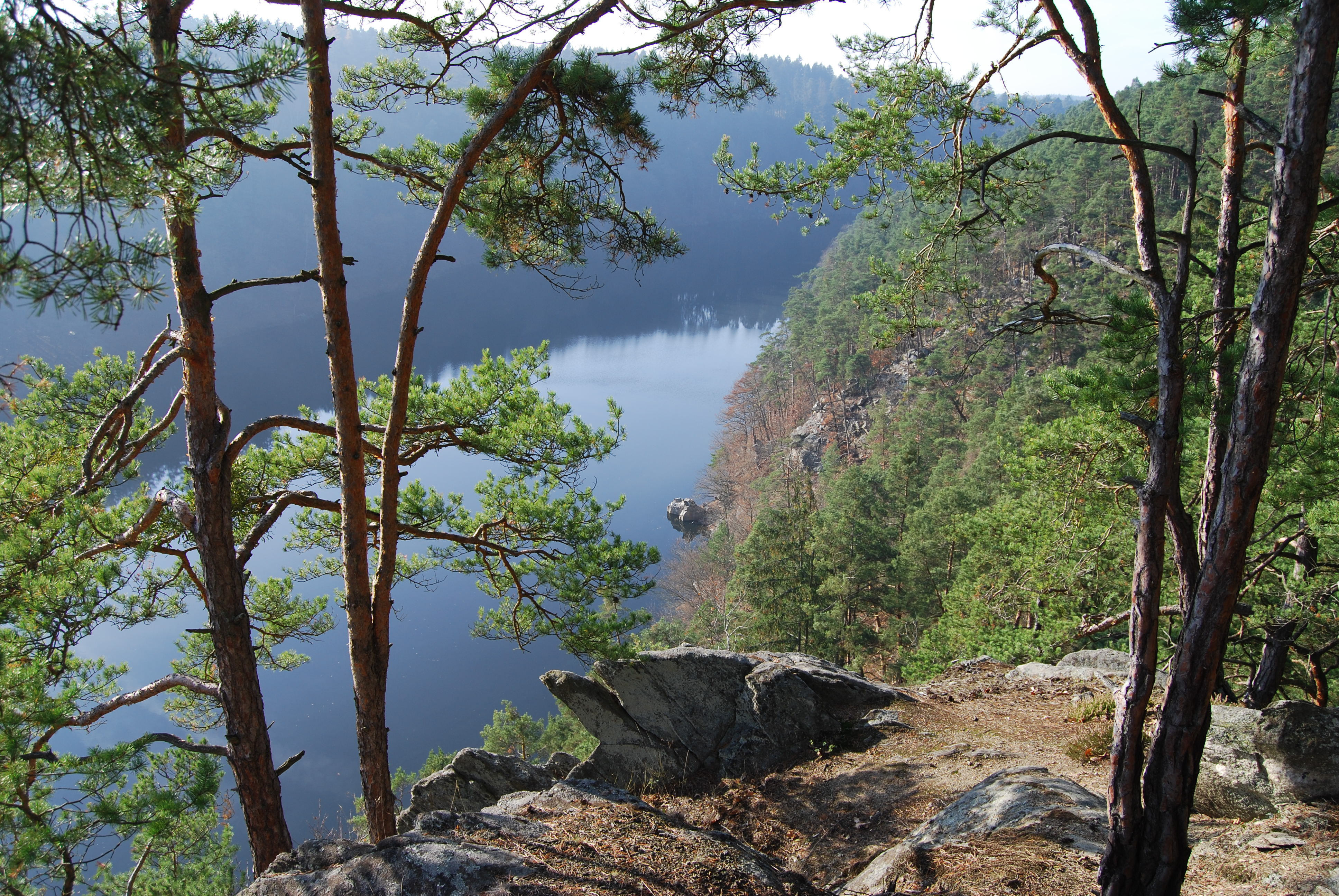
Přírodní rezervace Výří skály